# ورم عصبي شبيه بالورام الليفي الشحمي
الورم العصبي الشبيه بالورام الليفي الشحمي هو نوع نادر الحدوث جدًا من أورام النسيج اللين، إذ وصفه أغارام وآخرون لأول مرة في عام 2016. ابتداءً من منتصف عام 2021، سُجلت 39 حالة على الأقل من الورم العصبي الشبيه بالورام الليفي الشحمي في المراجع العلمية. تتميز الأورام العصبية الشبيهة بالورام الليفي الشحمي بعدد من السمات المتمثلة في أورام الورام الليفي الشحمي (إل بّي إف)، وأورام الغمد العصبي المحيطية الخبيثة، والساركومة مغزلية الخلايا، والأورام العصبية منخفضة الدرجة، وأورام الغمد العصبي المحيطية وغيرها من الأورام غير واضحة الحدود؛ قبل التقرير الذي قدّمه أغارام وآخرون، كان من المرجح تشخيص الورم العصبي الشبيه بالورام الليفي الشحمي كشكل غير نموذجي أو فرع من فروع هذه الأورام السابقة. كشفت التحاليل التي أجراها أغارام وآخرون بالإضافة إلى الدراسات اللاحقة عن وجود اختلافات جوهرية بين الورم العصبي الشبيه بالورام الليفي الشحمي وغيره من الأشكال الورمية ما يشير إلى وجوب اعتباره وحدة ورمية مستقلة ومختلفة عن الورام الليفي الشحمي وغيره من الأشكال الورمية الأخرى.
يميل الورم العصبي الشبيه بالورام الليفي الشحمي إلى الانتشار محليًا، ويمكن معالجته بشكل شائع من خلال الاستئصال الجراحي ويتميز أيضًا بمعدل مرتفع لإعادة الحدوث محليًا عند إجراء عمليات الاستئصال الجراحي بشكل غير واف. تُعتبر هذه الأورام عمومًا من الأورام الحميدة غير الانبثاثية (أي أنها لا تنتشر إلى أجزاء أخرى من الجسم). مع ذلك، أبلغ أغارام وآخرون عن حالة من حالات هذا الورم المرتبطة بالانبثاث، إذ حدث ذلك على ما يبدو جراء تحول خلايا الورم إلى ساركومة خبيثة. ما تزال هناك حاجة لمزيد من الدراسات من أجل تحديد مدى تكرار مثل هذه الحالات والاحتمالية الانبثاثية الإجمالية للورم العصبي الشبيه بالورام الليفي الشحمي.
اكتسبت هذه الأورام مصطلح «الورم العصبي» نظرًا إلى اتسامها في بعض الحالات على الأقل بكل مما يلي: 1) تعمل الخلايا الورمية على التعبير عن كل من البروتينين «إس 100» و«سي دي 34» دون التعبير عن البروتين «إس أو إكس 10»، إذ غالبًا ما يظهر هذا النمط في الخلايا الورمية العصبية وخلايا ورم الأديم العصبي الظاهر؛ و2) تتألف نتائج علم أمراض النسج الخاصة بهذه الأورام من ارتشاح الخلايا الورمية في النسج الشحمية وفق نمط متشابه إلى حد بعيد مع النمط الذي تتبعه بعض أورام الغمد العصبي المحيطية الخبيثة منخفضة الدرجة.

## التظاهرات
وردت الأورام العصبية الشبيهة بالورام الليفي الشحمي في المراجع العلمية الإنكليزية باعتبارها أورامًا متطورة لدى الأطفال والبالغين الشباب بين 2 و38 عامًا من العمر (بمتوسط عمر ~17 عامًا). مع ذلك، أبلغت إحدى الدراسات الحديثة التابعة للمراجع البحثية الصينية عن 3 حالات متطورة لدى الرضع ما دون سنة واحدة من العمر. تمركزت الأورام العصبية الشبيهة بالورام الليفي الشحمي لدى الغالبية العظمى من الحالات بشكل سطحي وتطورت بشكل أساسي في القدمين والذراعين مع تطور نسبة أقل في مناطق الرأس، والعنق والجذع. وردت ثلاث حالات من الأورام الأولية وحالة واحدة من الورم متكرر الحدوث للأورام العصبية الشبيهة بالورام الليفي الشحمي التي تظاهرت بارتشاح في العضلات الهيكلية المجاورة، ووردت أيضًا حالة حديثة متظاهرة بورم متمركز في الجزء القطني من العمود الفقري بشكل حصري. تراوحت الأورام من 1.3 سم إلى 8.7 سم للقطر الأقصى؛ وقد تتسم بحساسية عالية، لكنها عادة ما تكون غير مؤلمة (على الرغم من تظاهر أورام العمود الفقري القطنية بألم بطني متقطع) بالإضافة إلى اتسامها بمظهر مصطبغ. فيما يصل إلى 30% من الحالات، عانى المرضى بعد علاجهم بالاستئصال الجراحي من تكرار حدوث الورم في موقع الجراحة. أظهرا الأورام متكررة الحدوث، بشكل عام، سمات متشابهة مع تلك العائدة إلى الأورام الأولية. على وجه التحديد، حافظت هذه الأورام بشكل دائم على سلوكها غير الانبثاثي.